# Димитровград (Росія)
Дімітровград, до 1972 року Мелекесс (чув. Мелеккес, тат. Мәләкәс, трансліт. Mələkəs) — місто в Росії, адміністративний центр Мелекесського району Ульяновської області, розташований на лівому березі Куйбишевського водосховища.
Населення — 110,9 тис. жителів (2021).

## Історія

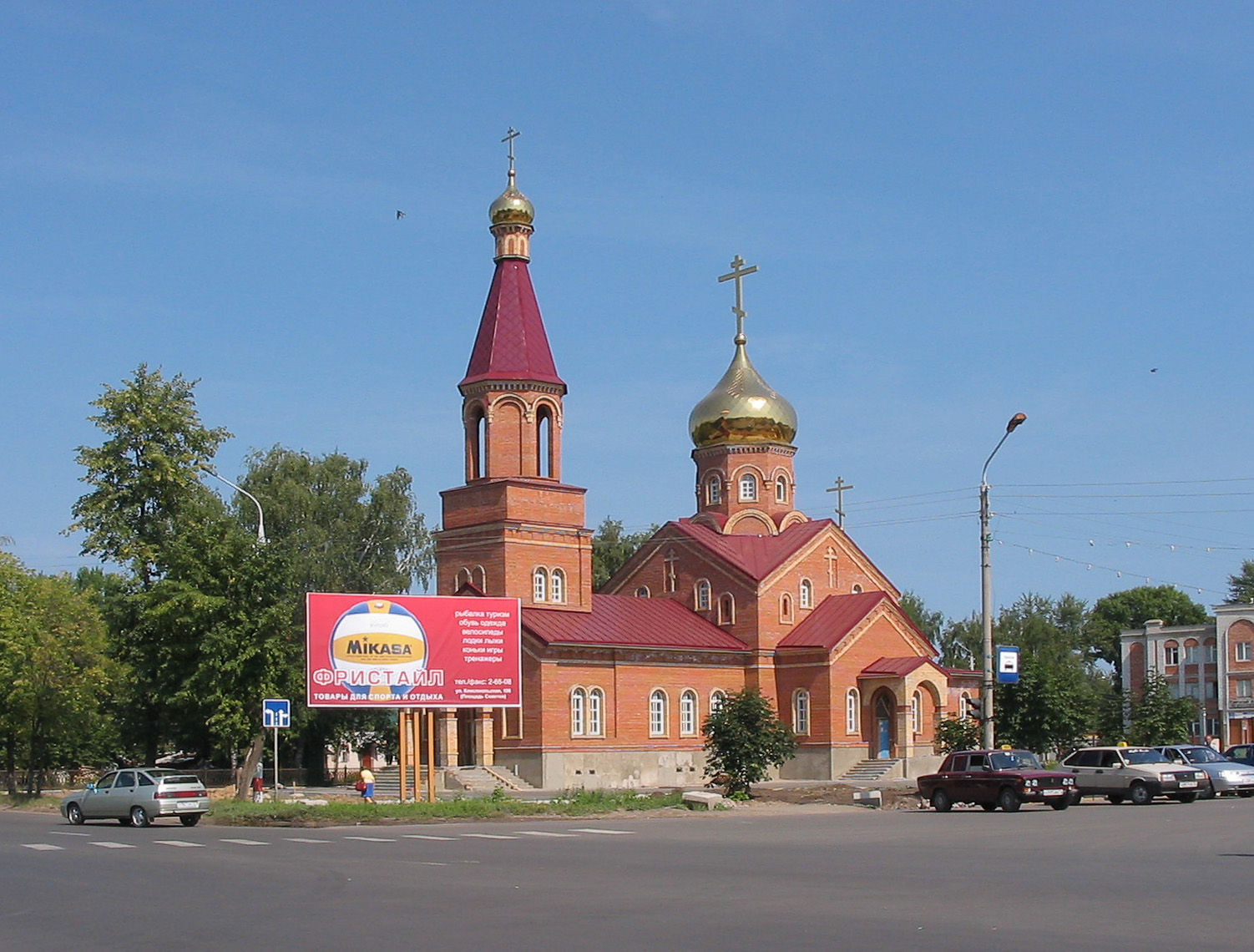
Нова церква у Димитровграді

Заснування міста за різними оцінками датується між 1626 та 1767 роками. Тому за рік заснування міста прийнята умовна дата 1698 рік. Вона внесена до Статуту міста та прив'язана до першої документальної згадки про поселення в районі сучасного міста.
15  (2)  липня 1877 року Найвищим велінням імператора Олександра II село Мелекесський завод Ставропольського повіту Самарської губернії перейменовано на посад Мелекесс.
В 1910-ті роки споруджено залізницю та Симбірський міст через Волгу, що сприяло розвитку деревообробки. Населення посада в 1913 році становило 16 тисяч жителів, а сам він був схожий на типове повітове містечко Росії, з переважаючою малоповерховою дерев'яною забудовою.
В 1930-ті роки спостерігалося значне зростання чисельності населення міста за рахунок припливу людей із навколишніх сіл. Якщо 1933 року в Мелекессі проживало 19 500 жителів, то 1939 року міське населення становило вже 32,5 тисячі.
15 червня 1972 Указом Президії Верховної Ради РРФСР Мелекесс був перейменований на місто Димитровград, що приурочено до 90-річчя від дня народження Георгія Димитрова, болгарського героя-антифашиста та видного діяча міжнародного комуністичного та робітничого руху.
24 травня 1977 року народився стотисячний житель міста.
В 1982 році Димитровград був нагороджений орденом Дружби народів.
В 2004 році Димитровград став переможцем конкурсу «Культурна столиця Поволжя», в 2006 р. — бронзовим призером конкурсу «Найбільш впорядковане місто Росії».
В Димитровграді розташований завод ДААЗ, який випускає карбюратори та комплектуючі до них. 

## Населення
Чисельність постійного населення міста за даними Всеросійського перепису населення станом на 1 січня 2010 року склала 122, 5 тис.осіб. 
Чисельність економічно активного населення міста на 1 січня 2012 року склала 78,0 тис.осіб. 64,2% економічно активного населення зайняті в економіці міста, у тому числі 37197 осіб працюють на великих та середніх підприємствах міста та близько 15000 чоловік в малому бізнесі.  
Національний склад: росіяни, татари, чуваші, мордва тощо.

## Клімат
- Середньорічна температура повітря — 4,8 °C
- Відносна вологість повітря — 68,8 %
- Середня швидкість вітру — 3,8 м/с

## Відомі особистості
В поселенні народився:
- Внукова Наталія Миколаївна (* 1958) — українська економістка.
- Овчаренко Віктор Іванович (1943-2009) — російський філософ, соціолог, історик та психолог.